# Srednja Klina
Klinë e Mesme en albanais et Srednja Klina en serbe latin (en serbe cyrillique : Средња Клина) est une localité du Kosovo située dans la commune/municipalité de Skenderaj/Srbica et dans le district de Mitrovicë/Kosovska Mitrovica. Selon le recensement kosovar de 2011, elle compte 897 habitants.

## Démographie

### Évolution historique de la population dans la localité
| 1948 | 1953 | 1961 | 1971 | 1981 | 1991 | 2011 |
| ---- | ---- | ---- | ---- | ---- | ---- | ---- |
| 294  | 321  | 369  | 491  | 709  | 913  | 897  |

|  |

### Répartition de la population par nationalités (2011)
En 2011, les Albanais représentaient 99,67 % de la population.